# Sabin Julijan
Sabin Julijan, punim imenom Marcus Aurelius Sabinus Iulianus, poznat i kao Julijan I. ili Julijan Panonski, bio je rimski uzurpator (283. do 285. ili 286.) protiv rimskog cara Karina ili Maksimijana. Moguće je da su postojala i četvorica uzurpatora slična imena koji su se unutar jednog desetljeća pobunili, no barem za jednoga postoje numizmatički dokazi.

## Uzurpator protiv Karina (283. – 285.)
Julijan je bio korektor (lat. corrector) u sjevernoj Italiji 283. – 284. Ubrzo nakon vijesti o smrti cara Kara (283.) ili Numerijana (u studenome 284.), Julijan se pobunio u Panoniji, te je počeo kovati novac u Sisciji (današnji Sisak). Neke od tih kovanica prikazivale su legendu koja slavi Panoniju. Car Karin, brat Numerijanov, koji se zaputio iz rimski Britanije kako bi se suočio s uzurpatorom, pobijedio je i pogubio Julijana početkom 285. u Italiji, vjerojatno u Veroni ili u Iliriku.
Neki znanstvenici drže da su postojala zapravo dvojica uzurpatora: M. Aur. Julijan, korektor u Italiji, koji se pobunio nakon Karove smrti, preuzeo kontrolu nad Panonijom, te je pobijeđen u Iliriku; i Sabin Julijan, pretorijanski prefekt, uzurpator u Italiji nakon Numerijanove smrti, te pobijeđen u Veroni.
Još se jedan uzurpator zvao Julijan, a podigao je bunu u provinciji Africi protiv Karina.

## Uzurpator protiv Maksimijana i Dioklecijana
Za trećega Julijana navodi se kako se pobunio u razdoblju nakon što je Maksimijan podignut na naslov augusta (1. ožujka 286.), a prije no što su Konstancije I. Klor i Galerije postali cezari (1. ožujka 293.). Podigao je pobunu u Italiji, no ona je ugušena nakon što su njegovu opsjednutu gradu razvaljene zidine, te se on sam bacio u plamen.

## Vanjske poveznice
- Kovanice Julijana Panonskoga